# Pterolophia nigropicta
Pterolophia nigropicta là một loài bọ cánh cứng trong họ Cerambycidae.